# Archidiocèse de Ouagadougou
L'archidiocèse de Ouagadougou (Archidioecesis Uagaduguensis) est une juridiction de l'Église catholique au Burkina Faso. C'est l'un des trois archidiocèses du pays. Son siège est à Ouagadougou dans la Cathédrale de l'Immaculée-Conception de Ouagadougou. La Basilique-Sanctuaire Notre-Dame de Yagma se situe dans cet archidiocèse.
Les évêchés suffragants sont les diocèses de Koudougou, de Manga et de Ouahigouya.

## Liste des ordinaires du siège de Ouagadougou

### Vicaires apostoliques
- 8 juillet 1921-16 septembre 1949 : Joanny Thévenoud
- 16 septembre 1949-14 septembre 1955 : Émile Socquet (de)

### Archevêques
- 14 septembre 1955-12 janvier 1960 : Émile Socquet, promu archevêque.
- 5 avril 1960-10 juin 1995 : cardinal (22 février 1965) Paul Zoungrana
- 10 juin 1995-13 mai 2009 : Jean-Marie Compaoré (Jean-Marie Untaani Compaoré)
- 13 mai 2009-16 octobre 2023 : Philippe Ouédraogo
- depuis le 16 octobre 2023 : Prosper Kontiebo

## Territoire
Il comprend Ouagadougou et ses environs.

## Historique

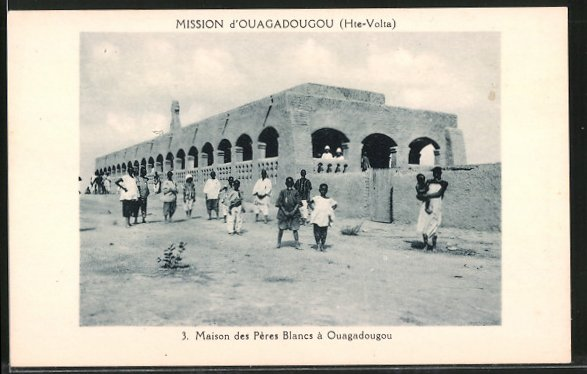
Mission de Ouagadougou vers 1930

Le vicariat apostolique de Ouagadougou est érigé le 2 juillet 1921 depuis le vicariat apostolique du Soudan français. Il est également confié à l'apostolat des Pères blancs.
Le 11 janvier 1926, la préfecture apostolique de Navrongo (en) en est détachée. Le 15 décembre 1927, c'est au tour de la préfecture apostolique de Bobo-Dioulasso, puis, le 28 avril 1942, de la préfecture apostolique de Niamey. Enfin la préfecture apostolique de Gao en est distraite le 9 juin 1942, puis le 12 juin 1947 la préfecture apostolique de Ouahigouya.
Le 14 septembre 1955, il est élevé au rang d'archidiocèse.
Le 20 février 1956, le diocèse de Koupéla en est distrait et le 26 juin 1969, le diocèse de Kaya. Le 2 janvier 1997, c'est au tour du diocèse de Manga.